# Мікромата зеленувата
Мікромата зеленувата (лат. Micrommata virescens) — вид павуків з родини павуків-спарасид (Sparassidae), поширений в Палеарктиці. Його захисне зелене забарвлення пояснюється присутністю білана мікроматабиліна і його водорозчинних похідних в гемолімфі, тканинній рідині і жовтку ооцитів.

## Опис
Самці досягають довжини від 8 до 10 мм, самки — від 12 до 15 мм. Головогруди і ноги обох статей яскравого трав'янисто-зеленого кольору, також черевце самки. У самця на черевці є довга червона смуга, до якої примикають дві жовті смуги. Далі з боків ідуть ще дві червоні смуги.
Спершу дитинчата також зеленого кольору, однак перед зимівлею їхнє забарвлення набуває жовто-коричневого, трохи зеленуватого кольору з червоними цятками, які місцями утворюють смугастий малюнок.
Тривалість життя павуків становить приблизно 18 місяців.

## Поширення
Мікромата зеленувата широко поширена в Палеарктиці, перш за все, на півдні — Кавказі, Китаї, Туреччині, півдні Сибіру і Далекого Сходу, Україні. Ця теплолюбна тварина мешкає у світлих листяних лісах, на узліссі або на порослому чагарником сухому газоні, інколи зустрічається у хатах.

## Спосіб життя
Павук полює вдень, чекаючи свою здобич у траві або кущах. Сітку з павутини не будує.
Дорослих тварин можна зустріти переважно в травні і червні, самка усамітнюється вже в серпні. Парування відбувається так, як у павуків-вовків. Самець підіймається на самку спереду, нахиляється вниз у сторону і вводить цимбіум. Хоча членик вводиться одноразово, сам процес спарювання може тривати кілька годин. Потім самка будує з пов'язаного павутиною листя гніздо, яке прикріплює частіше над землею і охороняє до моменту появи потомства. Яйця також зелені.

## Галерея

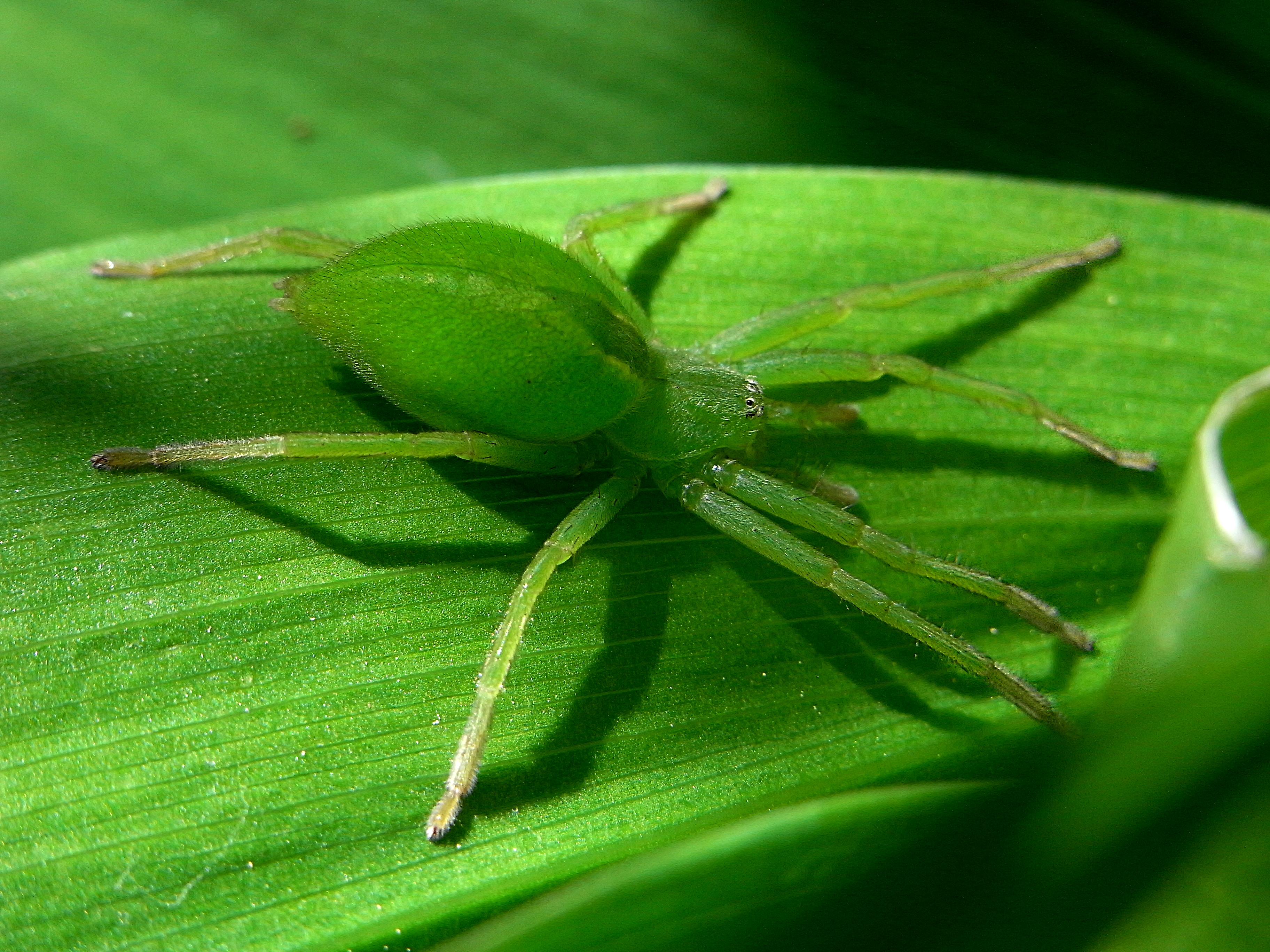
Самка M. virescens
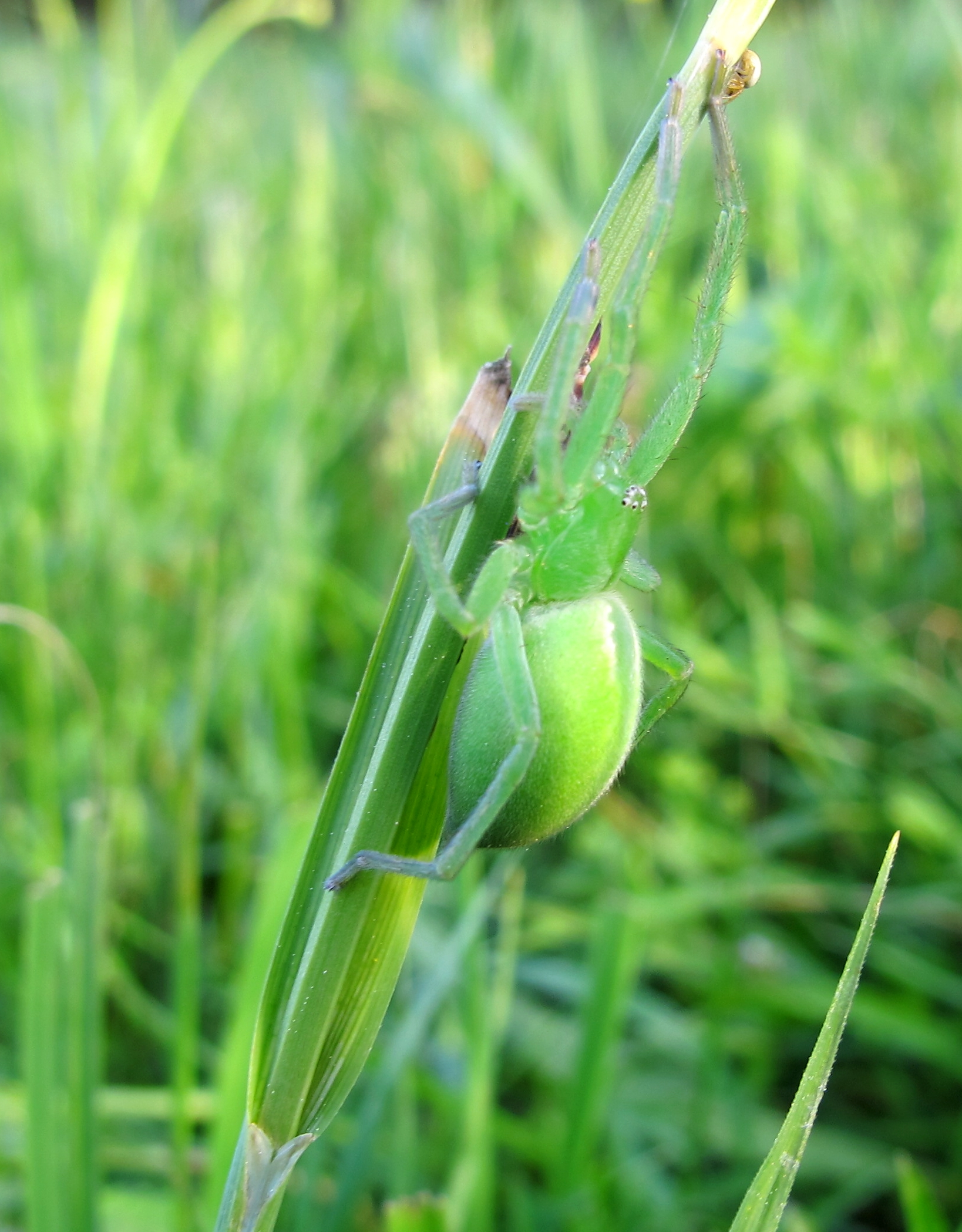
M. virescens у природному середовищі
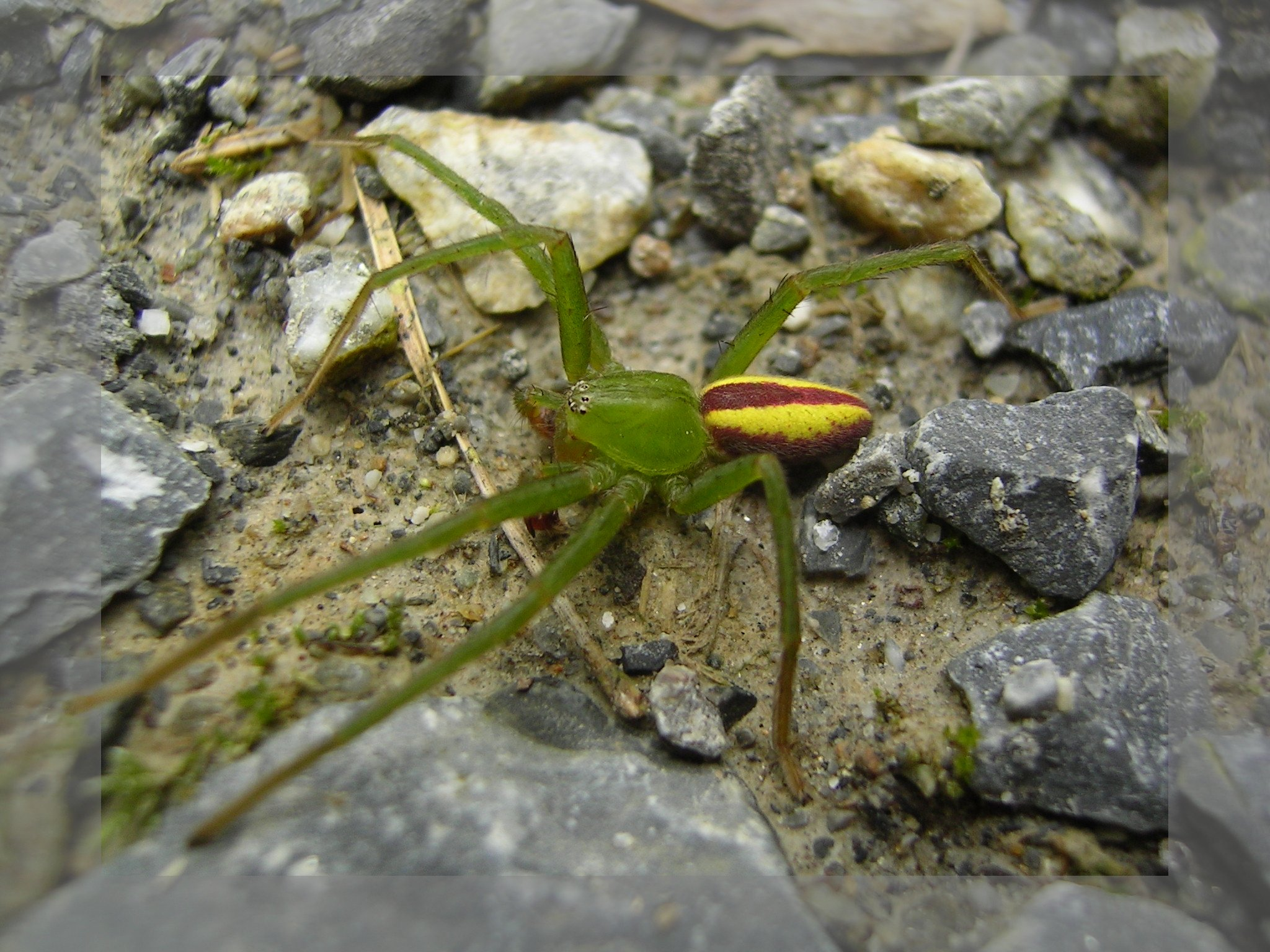
Самець M. virescens на гравійній доріжці
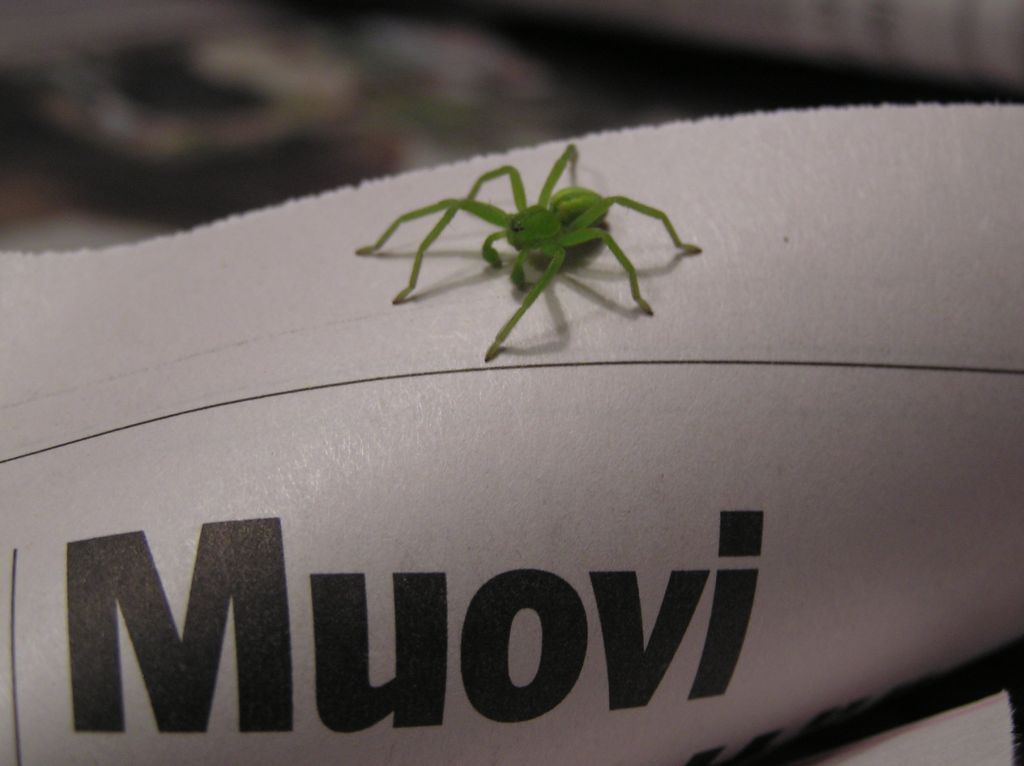
M. virescens на газеті
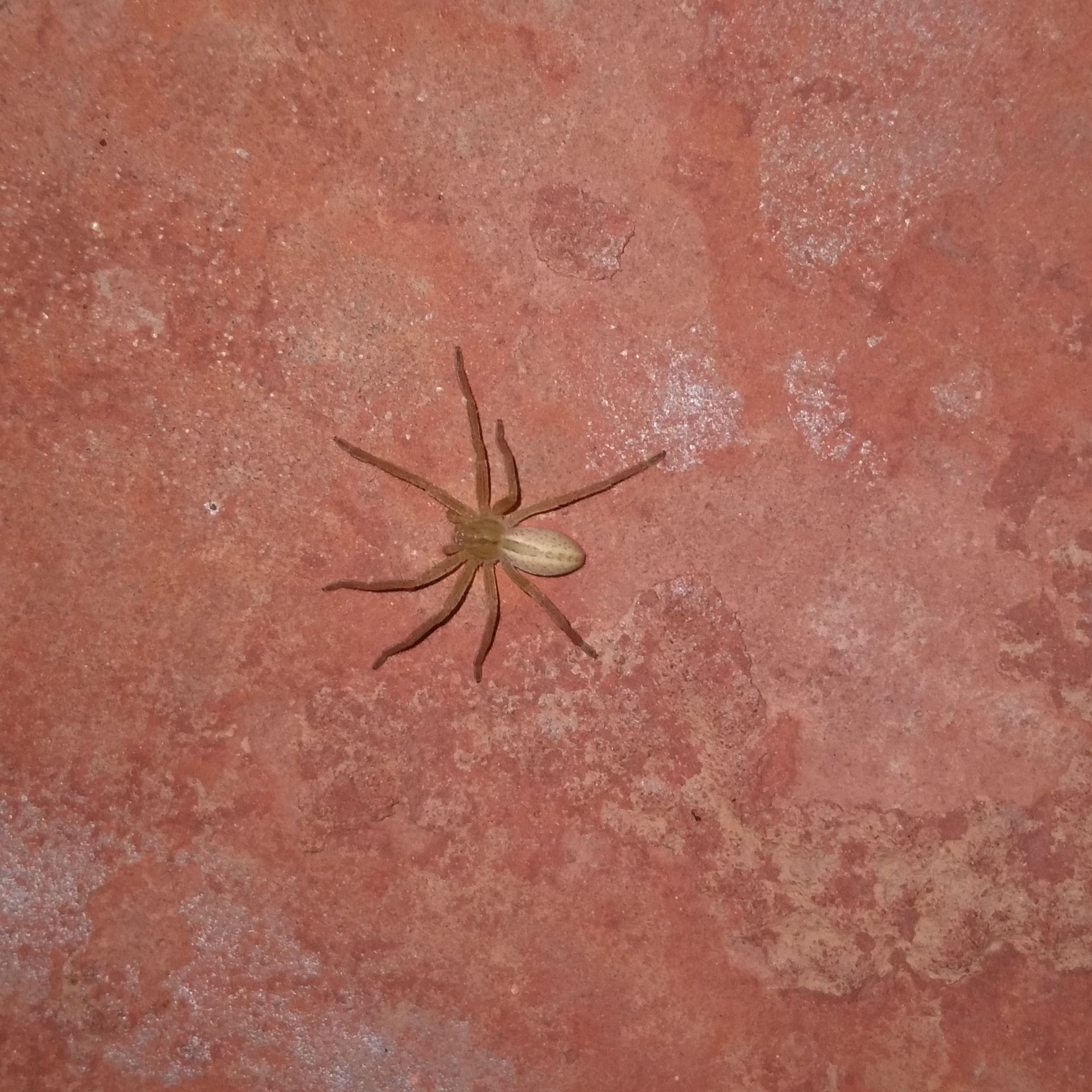
Молода M. virescens на червоній стіні